# Горин, Сергей Борисович
Сергей Борисович Горин (24 апреля 1990 — 8 марта 2022) — российский офицер Воздушно-десантных войск Российской Федерации, майор. Герой Российской Федерации (посмертно, 2022).

## Биография
Родился 24 апреля 1990 года в деревне Подывотье, Севского района Брянской области. В 2007 году завершил обучение в Подывотской средней школе.
По окончании обучения проходил службу в одной из воинских частей Сил специальной операции Главного разведывательного управления Генерального штаба Вооружённых сил Российской Федерации. В 2014 году принимал участие в аннексии Крыма.
С 24 февраля 2022 года принимал участие во вторжении России на Украину.
Указом Президента Российской Федерации (закрытым) от июля 2022 года за героизм и мужество, проявленные при исполнении воинского долга, майору Горину Сергею Борисовичу было присвоено звание Герой Российской Федерации (посмертно).

## Награды
- Герой Российской Федерации (2022),
- Медаль «За отвагу»
- Медаль Суворова
- Медаль Жукова
- Медаль «За воинскую доблесть» 2-й степени
- Медаль «За отличие в военной службе» 3-й степени (10 лет службы)
- Медаль «За возвращение Крыма»
- Медаль «Участнику военной операции в Сирии»